# Wesełe (rejon pawłohradzki)
Wesełe (ukr. Веселе) – wieś na Ukrainie, w obwodzie dniepropetrowskim, w rejonie pawłohradzkim, w hromadzie Werbky. W 2001 liczyła 201 mieszkańców, spośród których 187 wskazało jako ojczysty język ukraiński, 13 rosyjski, a 1 osoba się nie zadeklarowała.